# 贝尔纳·博杜
贝尔纳·博杜（法語：Bernard Baudoux，1928年5月31日—），法国男子击剑运动员，主攻花剑。他曾代表法国参加1956年夏季奥林匹克运动会击剑比赛，获得男子团体花剑银牌。